# 爪哇凤尾蕨
爪哇凤尾蕨（学名：Pteris venusta）为凤尾蕨科凤尾蕨属下的一个种。

## 扩展阅读
- 維基物種上的相關：爪哇凤尾蕨